# Deng Shudi
Deng Shudi (en xinès: 邓书弟; nascut el 10 de setembre de 1991) és un gimnasta xinès. Va participar com a part de l'equip nacional xinès als Campionats Mundials de Gimnàstica Artística de 2014 i 2015 i als Jocs Olímpics de Rio de Janeiro 2016, on va guanyar medalla de bronze en la competició per equips.

## Carrera
Al Campionat Mundial de Gimnàstica Artística de 2014, celebrat a Nanning, va competir en els sis aparells en la final per equips, contribuint amb un puntaje de 89.914; el seu equip va finalitzar en tercer lloc. Individualment, va finalitzar en el sisè lloc del concurs complet amb 89.732 punts i quarta en les barres paral·leles amb 15.666 punts.
A l'any següent, al Campionat de Glasgow, va participar en quatre aparells en la final per equips: sòl (14.966), anelles (14.600), salt (15.233) i barres paral·leles (16.066). Novament, l'equip xinès va finalitzar en tercer lloc, per darrere del Japó i Regne Unit. En l'esdeveniment individual va obtenir el bronze amb 90.099 punts. A més, en les barres paral·leles va empatar amb Oleg Stepko en el tercer lloc i va finalitzar cambra en la final de sòl.